# No Way Out (Ivana Spagna)
No Way Out è il terzo album della cantante italiana Spagna, pubblicato nel 1991 dall'etichetta Epic.

## Tracce
LATO A
1. Only Words
2. You Break Into My Heart
3. No Way Out
4. Love at First Sight
5. Me and My Love

LATO B
1. I Don't Wanna Fall in Love
2. There's a Love
3. Number One
4. I Miss You
5. I Only Dance with You

## Classifiche

### Classifiche settimanali
| Classifica (1991) | Posizione massima |
| ----------------- | ----------------- |
| Europa            | 80                |
| Italia            | 5                 |